# Serpiente de Midgard
Jormungand, también conocida como La Serpiente de Midgard o Serpiente del Mundo, es un personaje de ficción que aparece en los cómics publicados por Marvel Comics. El personaje, basado en la serpiente Jörmundgander de la mitología nórdica, aparece por primera vez en los cuentos de Marvel # 105 (febrero de 1952), en el período comprendido entre la Edad de Oro de los cómics y la Edad de Plata de los cómics.

## Historial de publicaciones
La Serpiente de Midgard debutó en Marvel Tales # 105 (febrero de 1952) y luego se relacionó firmemente con la continuidad de Marvel en la Era de la Plata de los Libros de Cómic en Thor # 127 (abril de 1966). Como en la mitología nórdica, la versión de Marvel de la Serpiente de Midgard es la némesis del Dios del Trueno, que tiene dos encuentros con la criatura, los eventos basados directamente en la mitología, en Thor # 272 - 273 (junio - julio de 1978).
Un intento de engañar la profecía fatal hecha con respecto a una batalla final entre Thor y la Serpiente ocurrió en Thor # 274 - 278 (julio - diciembre 1978), aunque la criatura regresó en Thor # 325 (noviembre de 1982 - enero de 1983). Una batalla "más grande que la vida" entre Thor y la Serpiente fue representada en Thor # 379-380 (mayo - junio de 1987), con el escritor y artista Walter Simonson usando una página para representar el tamaño de la criatura, y luego páginas completas para demostrar la batalla entre la pareja.
Aunque fue asesinado, la Serpiente fue resucitada en Thor # 486 - 488 (mayo - julio de 1995), y apareció en Avengers vol. 3, # 1 (febrero de 1998) antes de reaparecer en Thor # 80 vol. 2, (agosto de 2004).

## Biografía
La serpiente de Midgard aparece por primera vez cuando un científico dibuja lo que él cree que es el veneno de una estatua de la serpiente, el líquido de convertirse en un mortal disolvente.
En el reino de Asgard, el vidente Volla hace una profecía que el Dios del Trueno, Thor se enfrentará a la serpiente de Midgard durante el crepúsculo de los dioses - Ragnarök después sale a la superficie del océano y se hace un daño terrible. Aunque el dios matará con éxito la criatura, sólo caminará nueve pasos antes de morir a causa de las heridas que lleva su veneno mortal.
Thor tiene dos encuentros con la criatura que reflejan los mitos nórdicos. La primera visita al castillo de la tormenta gigante Utgardloki, que sobresale en el uso de las ilusiones. Desafiando a Thor a levantar a su mascota "gato", que en realidad es la Serpiente de Midgard, el Gigante de las Tormentas está aterrorizado cuando el Dios del Trueno levanta del suelo a menos uno de los pies del gato. El segundo encuentro ocurre cuando Thor decide engañar al destino y matar a la criatura. Tomando un barco pesquero con el gigante Hymir, Thor usa la cabeza de un buey en una cadena para atraer a la serpiente Midgard a la superficie del océano. A pesar de que la criatura muerde el anzuelo, el personaje no puede dar el golpe mortal ya que Hymir, temiendo por su vida, corta la cadena.
Consciente de la profecía sobre la muerte de su hijo, Odín (rey de los dioses nórdicos) engaña a destino durante un falso Ragnarok mediante la sustitución de Thor con un sustituto conocido como Red Norvell, quien, después de obtener el poder de Thor y su martillo, muere luchando contra la serpiente de Midgard después de que se sumerge en el océano. La profecía cumplida, Thor aleja a la criatura. La serpiente de Midgard reaparece brevemente cuando un grupo de enemigos de Odin se alimentan las manzanas de oro de Idunn, destinados a los dioses nórdicos, a la criatura, con la intención de debilitar a los dioses antes de un ataque. Se utiliza como un puente por el ejército Tyr y de Loki. Thor aprisiona a la criatura y le obliga a devolver las manzanas.
El personaje aparece en la Tierra disfrazado del monstruo Fin Fang Foom después de unos Gigantes que convocan a usar uno de ellos como cebo en una caña de pescar gigante, y después de que el engaño se revela las batallas de Thor a la muerte. Ataca a Thor en un parque todavía disfrazado de Fin Fang Foom, pero no reconoce a Thor que lleva su armadura asgardiana. Después de disculparse y hablar con Thor, Fin Fang Foom dice que si Thor puede levantar su dedo gordo del pie, que va a luchar contra el "súper héroe" (Thor) de distancia de la ciudad. Thor es capaz de levantar un dedo del pie, y Thor le monta fuera de la ciudad. Cuando se da cuenta de que no sabe el nombre de su enemigo, Thor le dice. La presencia de la serpiente de Midgard en la Tierra hace que el tiempo de parada para todo excepto los dos oponentes y otras criaturas míticas. Aunque Thor finalmente mata a la criatura, su cuerpo está pulpa, que sufre de la maldición de Hela: sus huesos se vuelven tan frágiles como el cristal, pero que es incapaz de curar o morir (Thor "resucita" a sí mismo al tomar el control mental del Destructor y obligando a Hela para recrear su cuerpo y liberarlo de su maldición).
La serpiente de Midgard se libera de Hel (la tierra de los muertos) por el guerrero asgardiano Kurse para usar contra Thor, que se tragó por la criatura. Junto con el aliado Beta Ray Bill, Thor usa explosiones libres del estómago de la criatura y lo mata por segunda vez.
La serpiente de Midgard está aparentemente resucitado por la hechicera, Morgana le Fay, quien llama a la criatura a la Tierra para distraer equipo de superhéroes, Los Vengadores, mientras que secuestra a la heroína, Bruja Escarlata. La serpiente de Midgard reaparece brevemente cuando el verdadero Ragnarok se produce.
Durante la parte de "Last Days" de Secret Wars, el Rey Loki (una versión eviler de Loki de un futuro alternativo) libera a la serpiente de Midgard de Hel y paseó en su parte posterior como parte de un plan para atacar a Asgard.

## Poderes y habilidades
La serpiente de Midgard existe normalmente en etérea forma alrededor de la Tierra. Una enorme serpiente, el personaje tiene fuerza y resistencia sobrehumana, puede generar tanto fuego real y veneno, y de proyectos de gran alcance ilusiones.

## En otros medios

### Televisión
- Cerca del final de la primera temporada de The Avengers: Earth's Mightiest Heroes, episodio, "Un día como ningún otro", Odin destierra a Loki a un mundo donde es torturado por la serpiente de Midgard.
- La Serpiente de Midgard aparece en Avengers Assemble de la primera temporada, episodio "La Serpiente de Doom". Después de recuperar el Codgel de Ulik, el Doctor Doom hizo algunas modificaciones sobre el mismo en el que se utiliza para llamar a la serpiente de Midgard a la Tierra en un plan para conquistar la Tierra. La serpiente de Midgard era tan poderoso que crecería hasta que se pueda consumir la Tierra. Después de una batalla con los Vengadores, la serpiente de Midgard y el Doctor Doom son desterrados al reino por debajo de los Vengadores que utilizaron portal mágico extradimensional de Ulik. En "El Doomstructor", la serpiente de Midgard sirve como línea de Doctor Doom en la defensa en el momento en que está controlando el Destructor. Thor entonces lucha contra la serpiente de Midgard. Después el Doctor Doom desactiva el Destructor, la serpiente de Midgard es derrotada por Thor y Loki. En "Vengadores: Imposible," la serpiente de Midgard es uno de los villanos llamados a la Torre de los Vengadores por el Hombre Imposible para darle vida a su show en Falcon. Esto causa un alboroto en la ciudad hasta que el Hombre Imposible "friega la escena" en hacer que los malos desaparezcan.

### Videojuegos
- En el juego para móviles "Thor: Son of Asgard", la serpiente de Midgard aparece como un enemigo, aunque esta versión es en realidad un doppelganger generada por el elfo oscuro hechicero, Malekith. Después de la derrota de Malekith, Thor se encuentra con cara a cara falsa la serpiente de Midgard y despacha con una ráfaga rayo.
- La serpiente de Midgard también se ofrece en el juego de pinball virtual de Thor, para Pinball FX 2 publicado por Zen Estudios.[13]